# Ligue régionale Corse de rugby
La Ligue régionale Corse de rugby est un organe fédéral dépendant de la Fédération française de rugby créé en 2017 et chargé d'organiser les compétitions de rugby à XV et à sept en Corse.
La ligue Corse est la ligue régionale française de rugby avec le moins de licenciés (1 061 licenciés en 2017) et la plus faible densité de licenciés (0,12 licenciés/km2 en 2017).

## Histoire
Conséquence de la réforme territoriale des régions, le ministère de la Jeunesse et des Sports impose à la FFR de calquer son organisation territoriale sur celle des nouvelles régions. C'est ainsi que naît la Ligue de Corse issue de l'ancien comité Corse.
| - Carte des comités territoriaux jusqu'en 2017. - Carte des ligues régionales depuis 2018. |

Les ligues sont créées début octobre et reprennent les missions des comités territoriaux au 1er juillet 2018. Les statuts de la Ligue sont signés le 9 octobre 2017 à Marcoussis par Bernard Laporte et Joël Raffalli, désignés membres fondateurs de la ligue par la FFR.

## Structures de la ligue

### Identité visuelle

Premier logo de la ligue (2018)
Logo de la ligue d'octobre 2018 à juin 2019
Logo de la ligue depuis le 28 juin 2019

### Liste des présidents
- 9 décembre 2017 - 20 décembre 2024 : Jean-Simon Savelli
- Depuis le 20 décembre 2024 : Dominique Marcellesi

### Élections du comité directeur
Le premier comité directeur de 24 personnes est élu le 9 décembre 2017. Jean-Simon Savelli, président sortant du comité Corse, est le seul candidat à la présidence de la ligue. Après le premier vote électronique décentralisé de l’histoire du rugby français, sa liste obtient 100 % des voix et les 24 sièges à pourvoir. Jean-Simon Savelli devient ainsi le premier président de la ligue.
Le comité directeur est renouvelé le 7 novembre 2020, un mois après le renouvellement de celui de la FFR. Jean-Simon Savelli est candidat à un nouveau mandat à la tête de la ligue régionale et est réélu avec 100 % des voix exprimés par les clubs.
En 2024, Jean-Simon Savelli prépare de nouveau une liste pour être réélu à la tête de la ligue. Le jour de l'élection, le comité directeur note qu'un règlement fédéral interdit à un président de ligue d'aller au-delà de deux mandats de quatre ans. Le scrutin est alors reporté et doit être convoqué dans les 45 prochains jours. L'assemblée générale a finalement lieu le 20 décembre 2024. Deux listes s'affrontent lors du scrutin, celle conduite par Christophe Pagliai, où l'on retrouve, en grande partie, les membres de l'équipe sortante, et celle conduite par le dirigeant de Portivechju Rugby Dominique Marcellesi. Dominique Marcellesi est finalement élu président, sa liste « Inseme per u Rugby Corsu » remportant 19 sièges contre 5 pour la liste « Consolider les acquis ».

### Dirigeants
Directeur technique
- 2019-2022 : Olivier Lièvremont, nommé directeur technique national en 2022
- Depuis 2021 : Pierre Leroy

Directeur de l'arbitrage
- Frédéric Theuriez

## Les clubs de la ligue

### Meilleur club de la Ligue par saison
Le meilleur club de la ligue est le club qui arrive le plus loin en phases finales dans la compétition de plus haut échelon. En cas d'égalité (même compétition et même résultat en phases finales), le meilleur club est celui qui a marqué le plus de points au cours de la saison régulière.
La couleur de l'axe indique la division dans laquelle évolue le club :
- 1re division.
- 2e division.
- 3e division.
- 4e division.
- Divisions inférieures.

### Carte
| \| Légende · Régionale 1 · Régionale 2 · Régionale 3 · Autres clubs CRAB XV Portivechju rugby RC Lucciana XV Rugby club ajaccien Bastia XV Porto-Vecchio XV AS Ventiseri XV Corte Rugby Club ASR du Nebbiu RC Casinca XV Cite Imperiale RC Passioni Rugby RCO Alta Rocca Rizzanese Valinco \| Clubs de la ligue Corse de rugby. |
| Légende · Régionale 1 · Régionale 2 · Régionale 3 · Autres clubs CRAB XV Portivechju rugby RC Lucciana XV Rugby club ajaccien Bastia XV Porto-Vecchio XV AS Ventiseri XV Corte Rugby Club ASR du Nebbiu RC Casinca XV Cite Imperiale RC Passioni Rugby RCO Alta Rocca Rizzanese Valinco                                         |

La ligue de Corse compte également un club féminin, Les Ponettes, regroupement féminin des clubs de l'AS Ventiseri, du CRAB, du RC Ajaccio, du Bastia XV, du RC Casinca, du Porto Vecchio XV, de l'ARC du Nebbiu et du Isula XV. Elles évoluent en Fédérale 1 féminine à partir de 2022.